# Tunel (Uniejów-Rędziny)
Tunel – nieoficjalna nazwa części wsi Uniejów-Rędziny, w Polsce, w województwie małopolskim, w powiecie miechowskim, w gminie Charsznica, ze stacją kolejową Tunel.
Znajdują się tu dwa równoległe tunele kolejowe oddalone od siebie o około 40 m, o długości 768 m każdy. Przebiegają one pod wzniesieniem Biała Góra (416 m n.p.m.) wchodzącym w skład Wyżyny Miechowskiej. W 2005 nadano im nazwy „August” – tunelowi północnemu i „Włodzimierz” – tunelowi południowemu.
Według „Opisu drogi żelaznej Iwangrodzko-Dąbrowskiej” z roku 1885, autorstwa Stanisława Sienickiego

„Godnym jest także uwagi tunel pod st. Miechów, jak dotąd jedyny na drogach żelaznych Królestwa. Tunel przekopany jest w wyniosłych wzgórzach, 2457 długi, 27 wysoki, 17 szeroki st. ang. w świetle, cały obmurowany cegłą, jakiej zużyto przeszło 3,500,000 sztuk. Przy ujściach pokłady wierzchnie równają się 12 sążniom grubości, ku środkowi zaś pokłady wapienia marglowego nakrywającego tunel dochodzą do 28 sążni średnicy. Wyloty tunelu obmurowane, opatrzone są datą rozpoczęcia i ukończenia budowy 1882 – 1884. W wewnętrznej galeryi mieszczą się nisze albo komory dla schronienia służby drogowej i 2 kamer, mających w poziomem przecięciu kształt litery T, dla celów strategicznych.

Przez stację Tunel przebiegają dwie ważne linie kolejowe:
- Linia kolejowa nr 8: Warszawa Zachodnia – Radom – Kielce – Kraków Główny
- Linia kolejowa nr 62: Tunel – Sosnowiec Główny.